# Telšių miesto centrinis stadionas
Telšių miesto centrinis stadionas eller Centrinis stadionas är ett fotbollsarena i Telšiai i Litauen. Den är hemmaarena för FC Džiugas och tidigare FK Mastis Telšiai.

## Fotbollsarenan
Stadion är den främsta utomhus rekreation, underhållning och idrottsplats i staden Telšiai, med en kapacitet på 3 000 åskådare. 
Stadion är hem för träning och hemmamatcher för Džiugas fotbollslag, friidrott och andra sporter.
2010-2016 stadion genomgick en lång rekonstruktion och stadion har totalrenoverats.

## Övrigt
- Kapacitet: 3 000.[2]
- Publikrekord: (?)
- Spelplan: 105 x 68 m.
- Underlag: gräs.
- Belysning: (+)
- Byggnadsår:
- Total byggkostnad: (?)